# Raquel Liberman
Raquel Liberman (Berdychiv, 10 de julho de 1900 – Buenos Aires, 7 de abril de 1935) foi uma judia ucraniana, vítima do tráfico de mulheres na Argentina, que conseguiu denunciar aos tratantes e desfazer a rede judia de tráfico de escravas brancas Zwi Migdal, que operava no país desde princípios do século XX.

## Biografia
Rokhl Lea Liberman nasceu na pequena cidade de Berdychiv, com cerca de 50 000 habitantes na época (dos quais cerca de 80% eram judeus). Quando pequena, emigrou com seus pais a Varsóvia (capital da Polônia).
Em 1919 casou-se com Yaacov Ferber; em 1920 teve seu primeiro filho, Joshúa Ferber. Em 1921, quando Raquel Liberman estava grávida de seu segundo filho, seu esposo emigrou à Argentina em procura de trabalho. Nesse mesmo ano, Raquel Liberman emigrou com os dois meninos para se reunir com seu esposo Yaacov, e arraigaram-se no povo de Tapalqué (no centro da província de Buenos Aires).
Poucos tempo após disso (1923), seu esposo morreu de tuberculose e Raquel Liberman ―sem conhecimento do espanhol― viu-se obrigada a deixar seus dois filhos na casa de vizinhos e mudar à cidade de Buenos Aires em procura de trabalho. Ao não conseguir trabalho como costureira, entrou ― se desconhece se voluntariamente ou não ― na prostituição. Finalmente foi sequestrada pela rede de trata Zwi Migdal, que ―baixo a aparência de uma Sociedade Judia de Socorros Mútuos―, recrutava mulheres judias pobres de Europa do Leste para as explorar sexualmente em Buenos Aires e outras cidades do país. Exatamente como ocorreu é incerto, mas Liberman acabou trabalhando para um cafetão, Jaime Kissinger, a quem ela pagava por proteção. Uma vez atingida por esta rede, Raquel Liberman sofreu todo o tipo de vexames pelos «caftenes» (tratantes judeus), nos diferentes bordéis da capital.
Durante seis anos, Raquel Liberman permaneceu prisioneira desta rede, mas conseguiu poupar dinheiro às escondidas para conseguir sua liberdade com a cumplicidade de um cliente, que se apiadou dela e ofereceu comprá-la ao cafetão para seu próprio bordel de judias na cidade de Mendoza. O tratante da Zwi Migdal aceitou, e Liberman pagou-lhe seu preço ao cliente. Com o que ficava de suas poupanças, Liberman comprou um local na rua Callao, mas foi prontamente detectada pela rede Zwi Migdal. Os cafetões começaram a cercá-la e ameaçá-la para evitar que fosse exemplo a outras prisioneiras da rede. A Zwi Migdal enviou um rufião (José Salomón Korn) para enganá-la com promessas de casamento. Ela se casou com José Korn e em pouco tempo este lhe roubou suas poupanças e a enclausurou num dos bordel-prisões em Buenos Aires.

## Denúncia e julgamento da rede Zwi Migdal
Depois de escapar pela segunda vez da rede, Raquel Liberman contatou o comissário Julio Alsogaray, um policial reputadamente incorruptível, registrando denúncia em 31 de dezembro de 1929.
O comissário perguntou-lhe se estava disposta a declarar ante um juiz e ela afirmou: «Só se morre uma vez: a denúncia não a retiro».
O Juiz Criminal Manuel Rodríguez Ocampo citou a Raquel Liberman a declarar. Assim, se obteve a profundidade da sinistra organização: as mulheres eram levadas dum lugar a outro de modo forçado, foram maltratadas física e mentalmente para quebrá-las e evitar que denunciassem à organização. O juiz ditou processo e prisão preventiva a 108 membros da rede Zwi Migdal e a captura de 334 integrantes sob a acusação de corrupção e associação ilegal. Ao longo da investigação, descobriu-se certa cumplicidade da rede com a Polícia Federal.
Os ricos líderes da organização Zwi Migdal apelaram à sentença do juiz. Apesar da declaração de Raquel Liberman, os juízes da Câmara de Apelações na causa só ditaram prisão preventiva a três integrantes secundários da organização, deixando livres aos chefes e a todos os demais,  que fugiram para o interior do país ou para o estrangeiro. A Câmara justificou sua ação em que unicamente Raquel Liberman (apesar das ameaças recebidas) tinha declarado, enquanto as outras vítimas não declararam. No entanto, o julgamento aumentou a consciência pública sobre as atividades da rede Zwi Migdal, e levou à sua dissolução.
Raquel Liberman reuniu-se com seus dois filhos, e viveu em Buenos Aires. No entanto, após dois anos ficou doente de câncer de tiroide e morreu em 17 de abril de 1935, aos 34 anos, deixando órfãos seus dois filhos de 15 e 14 anos. Antes de morrer, estava a tramitar um visto para voltar a Polônia com seus filhos para ficar com sua família.

## Sorte de seu povo natal
Em meados do ano de 1941, depois da invasão alemã à União Soviética, a cidade de Berdychiv, onde viviam mais de 40 000 judeus, foi ocupada pelas tropas nazistas. Vários milhares de judeus escaparam para outras regiões da Ucrânia. Em Berdíchiv estabeleceu-se uma unidade de extermínio (Einsatzgruppen, em alemão), que instalou a seguir um gueto para enclausurar à população judia. Este gueto foi liquidado poucos meses depois, em outubro de 1941, sendo assassinados entre 20 000 ou 30 000 judeus.

## Reconhecimento
O exemplo de Raquel Liberman inspirou novelas de semi-ficção em vários autores, como Humberto Costantini, Carlos Serrano, Myrtha Schalom (com La polaca) e Nora Glickman.
Na Argentina também existem os «prêmios Raquel Liberman», dedicados aos direitos humanos contra a violência de gênero.